# 왓/이프
《왓/이프》(영어: WHAT/IF)는 넷플릭스에서 2019년 5월부터 방영 중인 미국의 스릴러 앤솔로지 드라마이다.